# Бряг Норденшелд
Бряг Норденшелд (на английски: Nordenskjöld Coast) е част от крайбрежието на Западна Антарктида, в северната част на източния сектор на Земя Греъм, простиращ се между 64°25’ и 65°05’ ю.ш. и 59° и 61°15’ з.д. Брегът заема участък от северната част на източното крайбрежие на Земя Греъм, покрай западните брегове на море Уедъл, част от атлантическия сектор на Южния океан. На североизток граничи с полуостров Тринити, а на югозапад – с Брега Оскар ІІ на Земя Греъм. Крайбрежието му е силно разчленено от множество ледени заливи – Ларсен, Дригалски, Еванс и др., полуострови и крайбрежни острови – Тилберг, Линденберг, Робъртсън и др., всички те „бронирани“ в ледената хватка на крайната северна част на големия шелфов ледник Ларсен.
Повсеместно е покрит с дебела ледена броня, над която стърчат отделни оголени върхове и нунатаки, от които към шелфовия ледник Ларсен се спускат малки и къси планински ледници (най-голям Дригалски).
В този район през 1901 – 03 г. действа шведската антарктическа експедиция, ръководена от Карл Антон Ларсен. Научният ѝ ръководител Ото Норденшелд с още двама спътника през октомври 1902 г. откриват част от източния бряг на Земя Греъм и изследват северната част на шелфовия ледник Ларсен. През 1909 г. американският алпинист и историк на Антарктида Едуин Суифт Балч (1856 – 1927) предлага този участък от крайбрежието да бъде наименуван Бряг Норденшелд в чест на неговия откривател и пръв изследовател Ото Норденшелд. На Брега Норденшелд (на остров Робъртсън) е разположена аржентинската антарктическа станция Матиензо.